# Darryl Dawkins
Pour les articles homonymes, voir Dawkins.
Darryl Dawkins, né le 11 janvier 1957 à Orlando et mort le 27 août 2015 à Allentown, est un joueur et entraîneur américain de basket-ball. Il évolue au poste de pivot.

## Biographie

### Carrière
En 1975, il est drafté à la 5e position par les Sixers de Philadelphie et devient le premier joueur à être sélectionné à la Draft de la NBA sans être passé par le cursus universitaire. Il fut devancé d'une saison par Moses Malone mais celui-ci fut d'abord drafté en ABA avant de rejoindre la NBA deux ans plus tard.
Il est considéré comme l'un des premiers joueurs à avoir brisé le panneau en effectuant un dunk.

### Mort
Le 27 août 2015, il décède à la suite d'une crise cardiaque à l'âge de 58 ans.

## Pour approfondir
- Liste des joueurs de NBA avec 10 contres et plus sur un match.